# 帕利尼
帕利尼（希臘語：Παλλήνη）是希腊中部阿提卡大区东阿提卡专区的市镇，为原东阿提卡州州府，位于雅典东郊，阿提卡半岛中部。面积約29平方公里，2011年人口5万多人。